# Aïn Tedles
Aïn Tedles è un comune dell'Algeria, situato nella provincia di Mostaganem.